# Michael Cherry
Michael Cherry (* 23. März 1995 in New York City) ist ein US-amerikanischer Leichtathlet, der vorwiegend über 400 Meter antritt.
Cherry startete bei den Jugendweltmeisterschaften 2014 in Eugene über 400 Meter und konnte dort mit der Staffel die Goldmedaille gewinnen. Zwei Jahre später holte er bei den U23-NACAC-Meisterschaften ebenfalls die Goldmedaille mit der Staffel (4 × 400 Meter) und zudem wurde er Zweiter über 400 Meter. Geschlagen geben musste er sich hier nur dem Olympiastarter Nathon Allen.
Der internationale Durchbruch gelang ihm 2017, als er bei den Weltmeisterschaften 2017 in London mit der 4-mal-400-Meter-Staffel Silber gewann.
Anfang 2018 wurde er amerikanischer Hallenlandesmeister über 400 Meter und wurde folglich zu den Hallenweltmeisterschaften nominiert. Hier gewann er sowohl als Einzelstarter als auch mit der Staffel Silber über seine Paradedistanz.